# Abtei Saint Peter-Muenster

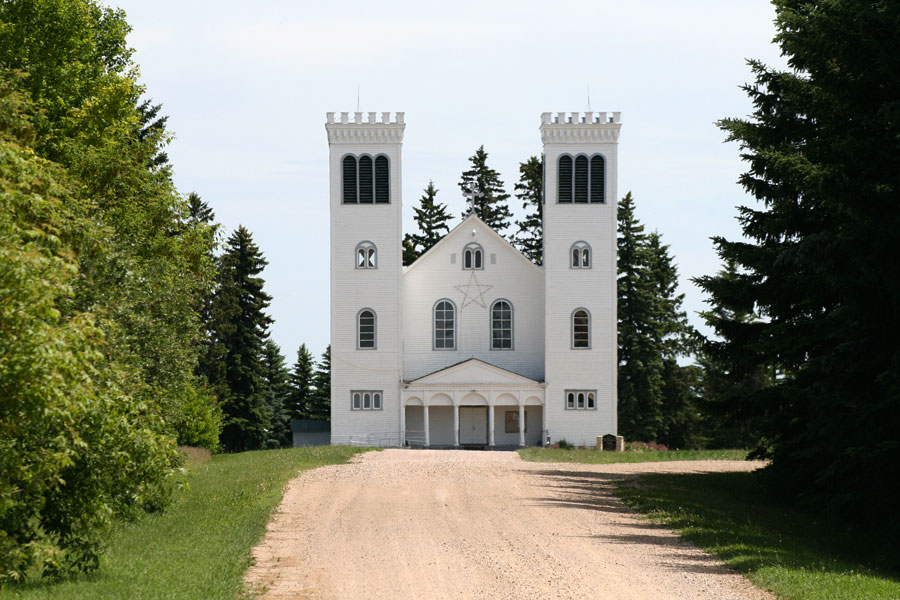
Klosterkirche St. Peter, Muenster

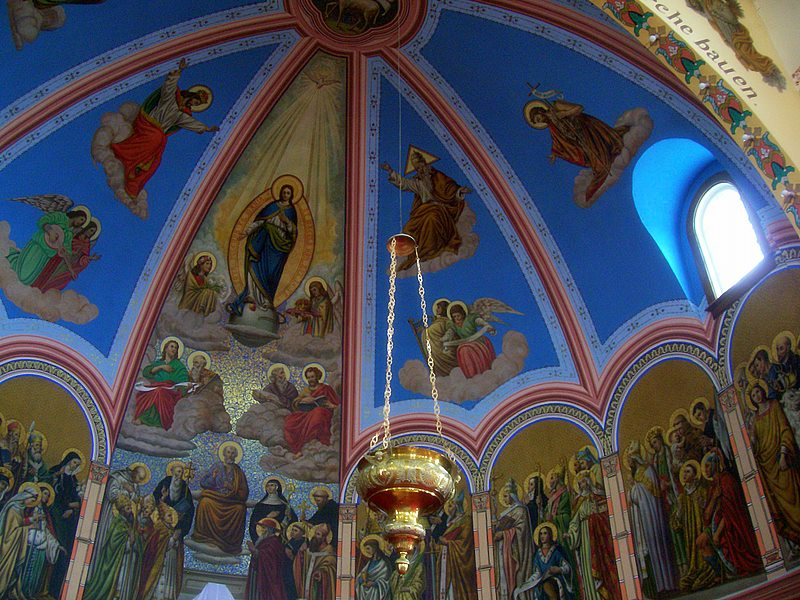
Abteikirche St. Peter: Apsisausmalung von Berthold Imhoff

Die Abtei Saint Peter-Muenster (Lat. Abbatia Sancti Petri apud Muenster; engl. St. Peter’s Abbey) ist ein Kloster des Benediktinerordens in Muenster, Saskatchewan, Kanada. Es ist das älteste Kloster Kanadas. Die Abtei gehört zur Amerikanisch-Cassinensischen Benediktinerkongregation.

## Geschichte
1892 gründete die Benediktiner-Erzabtei St. Vincent (Saint Vincent Archabbey), Latrobe, Pennsylvania, USA das Priorat Cluny in Wetaug, Illinois. Erster Prior war Oswald Moosmueller. Sein Nachfolger, der von der römischen Kurie eingesetzte Alfred Mayer, verlegte den Sitz von den USA nach Saskatchewan in Kanada mit Erlaubnis des hiesigen Bischofs von Prince-Albert Albert Pascal OMI. 1903 siedelten sich die ersten Benediktiner-Mönche in Muenster an, zunächst in Holzhütten. Der erste Abt Bruno Doerfler ließ 1910 die erste Abteikirche errichten, die 1919 durch ein Kuppelgemälde von Berthold Imhoff vervollständigt wurde; 1911 wurde das Kloster zur Abtei erhoben. 1914 wurde ein Kloster der Ursulinen aus Deutschland angesiedelt. Papst Benedikt XV. erhob das Benediktinerkloster mit dem von ihm betreuten umliegenden Gebiet 1921 zur Abbatia nullius (Gefreiten Abtei). Im gleichen Jahr wurde unter Abt Michael Ott das St. Peter’s College errichtet, das 1972 zur Highschool wurde, später Teil der University of Saskatchewan. Abt Jerome Ferdinand Weber ließ 1962 das Kloster erweitern und neu erstellen; 1989 wurde eine neue Klosterkirche eingeweiht.

## Status
Saint Peter-Muenster war von 1921 bis 1998 eine Territorialabtei, eine bistumsähnliche römisch-katholische Teilkirche, deren Territorium 1998 dem Bistum Saskatoon zugeschlagen wurde. Seither ist St. Peter-Muenster wieder normale Abtei.

## Äbte

### Abtordinarien der Gebietsabtei (Abbatianullius)
- Bruno Doerfler, OSB, 1911–1919
- Michael Ott, OSB, 1921–1926
- Severin Jacob Gertken, OSB, 1926–1960
- Jerome Ferdinand Weber, OSB, 1960–1990
- Peter Wilfred Novecosky, OSB, 1990–1998

### Äbte seit 1998
- Peter Wilfred Novecosky, OSB, 1998–2024